# Macrurocyttus acanthopodus
Macrurocyttus acanthopodus är en fiskart som beskrevs av Fowler, 1934. Macrurocyttus acanthopodus ingår i släktet Macrurocyttus och familjen Grammicolepididae. Inga underarter finns listade i Catalogue of Life.